# Teuchophorus samraouii
Teuchophorus samraouii är en tvåvingeart som beskrevs av Grootaert, Stark och Henk J.G. Meuffels 1995. Teuchophorus samraouii ingår i släktet Teuchophorus och familjen styltflugor.
Artens utbredningsområde är Algeriet. Inga underarter finns listade i Catalogue of Life.